# Kappa Crateris
Kappa Crateris ( κ Crateris, förkortat Kappa Crt,  κ Crt)  som är stjärnans Bayerbeteckning, är en  stjärna belägen i den mellersta delen av stjärnbilden Bägaren. Den har en skenbar magnitud på 5,94 och är svagt synlig för blotta ögat där ljusföroreningar ej förekommer. Baserat på parallaxmätning inom Hipparcosuppdraget på ca 14,3 mas, beräknas den befinna sig på ett avstånd på ca 229 ljusår (ca 70 parsek) från solen.

## Egenskaper
Kappa Crateris är en gul till vit jättestjärna av spektralklass F5/6 III vilken anger att spektret ligger mellan typerna F5 och F6. Den har en massa som är ca 1,7 gånger större än solens massa och utsänder från dess fotosfär ca 17 gånger mera energi än solen vid en effektiv temperatur på ca 6 550 K.
Kappa Crateris har en visuell följeslagare av magnitud 13,0 som år 2000 var separerad med 24,6 bågsekunder vid en positionsvinkel på 343°.